# Cantó de Remich
Cantó de Remich (luxemburguès Réimech) és un cantó situat al sud-est de Luxemburg, al districte de Grevenmacher. Té 128 kilòmetres quadrats i 24.186 habitants. La capital és Remich.
El cantó es divideix en 7 comunes:
- Bous-Waldbredimus
- Dalheim
- Lenningen
- Mondorf-les-Bains
- Remich
- Schengen
- Stadtbredimus